# Mathys Bank
Die Mathys Bank ist ein rund 750 m hoher und felsiger Gebirgskamm im ostantarktischen Coatsland. In der Shackleton Range ragt er 4 km südwestlich des Mount Etchells in den La-Grange-Nunatakkern auf.
Die United States Navy fertigte 1967 Luftaufnahmen von diesem Gebirgskamm an. Der British Antarctic Survey nahm zwischen 1968 und 1971 Vermessungen vor. Das UK Antarctic Place-Names Committee benannte ihn 1972 nach Nicholas Mathys (* 1942), der für den Survey von 1967 bis 1969 auf der Halley-Station und dabei von 1968 bis 1969 in der Shackleton Range tätig war.